# Filur
Filur is een Deense popgroep bestaande uit Tomas Barfod en Kasper Bjørke.
Door de remix van hun single I want you van de hand van Kaner werden ze opgemerkt. De single is gecoverd door de Belgische pop-act Paris Avenue.